# Sinfonia Turangalîla
La Sinfonia Turangalîla (in francese Turangalîla-Symphonie) per pianoforte, onde Martenot e grande orchestra o, più semplicemente, Turangalîla , è una sinfonia composta da Olivier Messiaen dal 17 luglio 1946 al 29 novembre 1948 e revisionata dallo stesso compositore francese nel 1990.

## Etimologia
Il nome della sinfonia, dato anche a tre dei suoi dieci movimenti, fu aggiunto da Messiaen solo a lavori molto avanzati, come testimoniano alcune lettere da lui scritte circa un anno prima del debutto dell'opera . Esso è formato da due parole in sanscrito, turanga e lîla, che possono essere tradotti più o meno come canzone d'amore e inno a gioia, tempo, movimento, ritmo, vita e morte. Il sottotitolo della sinfonia è infatti della gioia sovrumana, impetuosa, abbagliante e sfrenata.

## Storia
L'opera fu commissionata al compositore francese nel 1945 dal contrabbassista, direttore d'orchestra e mecenate musicale Serge Koussevitzky. La prima mondiale ebbe luogo il 2 dicembre 1949: inizialmente a dirigere la Boston Symphony Orchestra doveva essere lo stesso Koussevitzky, ma all'ultimo momento egli si ammalò gravemente e fu sostituito da un giovane Leonard Bernstein, il quale accompagnava Yvonne Loriod al pianoforte e Ginette Martenot alle onde Martenot. In Francia l'opera fu eseguita per la prima volta a Aix-en-Provence con l'Orchestre National de la Radiodiffusion Française diretta da Roger Désormière, il 25 luglio 1950.
Successivamente, nel 1990, Messiaen apportò ingenti revisioni alla sinfonia.

## Struttura
La sinfonia si articola in dieci movimenti, ai quali Messiaen assegnò un tema e un commento che di seguito vengono elencati ed espressi.
1. Introduzione. Modéré, un peu vif: "alzata di sipario" che introduce il "tema-statua" e il "tema floreale", seguito dal movimento principale, il quale è formato da due gruppi di ostinato con puntualizzazioni ritmiche. L'introduzione termina con una réprise del tema-statua.
2. Chant d’amour (Canto d'amore) 1. Modéré, lourd: dopo un'introduzione atonale, questo movimento si costruisce su un'alternanza tra un tema appassionato e veloce dominato dai fiati e un movimento più tenue e gentile suonato da archi e onde martenot.
3. Turangalîla 1. Presque lent, rêveur: tre temi si susseguono. Il primo parte con l'assolo di un clarinetto cui le onde fanno da contrappunto; il secondo è per ottoni e archi; il terzo è un sinuoso tema per i fiati. Successivamente il movimento si sviluppa con l'aggiunta di un ritmo cadenzato per le percussioni.
4. Chant d’amour 2. Bien modéré: il movimento inizia con uno scherzo per ottavino e tuba, seguito da nove sezioni che richiamano temi ascoltati in precedenza. Una calma coda in La minore chiude il movimento.
5. Joie du Sang des Étoiles (Gioia del sangue delle stelle). Vif, passionné avec joie: una danza frenetica il cui tema principale è una variante veloce del tema-statua. Rappresenta l'unione di due amanti vista come una trasformazione su scala cosmica. La danza è interrotta da una portentosa esplosione del pianoforte prima di una breve coda orchestrale.
6. Jardin du Sommeil d’amour (Giardino del sonno d'amore). Très modéré, très tendre: il tema dell'amore, già accennato in precedenza, viene suonato per intero da archi e onde martenot in contrappunto, accompagnato dalle note alte del pianoforte che ricordano i trilli degli uccellini, e da altri effetti orchestrali che evocano colori e sensazioni. Secondo Messiaen, i due amanti si chiudono in un sonnod'amore, estraniandosi dal mondo.
7. Turangalîla 2. Un peu vif, bien modéré: un movimento del tutto atonale che vuole evocare il terrore, con un ruolo predominante delle percussioni.
8. Développement d’amour (Sviluppo dell'amore). Bien modéré: secondo Messiaen, il titolo può essere declinato in due diverse maniere. Per gli amanti, esso è terribile: uniti dalla pozione d'amore, si trovano intrappolati in una passione che cresce all'infinito. Musicalmente, questa è la sezione in cui la sinfonia si sviluppa.
9. Turangalîla 3. Bien modéré: un singolo tema è introdotto dai fiati. Le percussioni introducono una serie ritmica che sostiene una sequenza di variazioni orchestrali dello stesso tema.
10. Finale. Modéré, presque vif, avec une grande joie: il movimento assume la forma di una sonata. Introdotta da una fanfara degli ottoni, comprende una variazione del tema d'amore, che si sviluppa e porta a una lunga coda, costituita da una versione finale del tema suonata da tutti gli strumenti dell'orchestra in fortissimo. L'opera termina con una lunga sequenza di accordi in Fa maggiore. Secondo le parole di Messiaen, la Gloria e la Gioia non terminano mai.

## Strumenti dell'orchestra
L'orchestra richiede:
- legni: ottavino, 2 flauti, 2 oboi, corno inglese, 2 clarinetti e un clarinetto basso in si bemolle, 3 fagotti;
- ottoni: 4 corni in fa, tromba in re, 3 trombe in do, cornetta in si bemolle, 3 tromboni e tuba;
- da otto a undici percussionisti per: triangolo, woodblock, temple block, piatto piccolo turco, piatti, piatto cinese, tam-tam, tamburo, tamburello, maracas, tamburo provenzale, cassa chiara, grancassa, vibrafono e otto campane tubolari;
- tastiere: carillon (Glockenspiel a tastiera) e celesta;
- archi: 16 violini primi, 16 violini secondi, 14 viole, 12 violoncelli e 10 contrabbassi.